# Сакаї Комако
Сака́ї Кома́ко (яп. 酒井 駒子, Sakai Komako; 1966, префектура Хьоґо) — японська дитяча письменниця та ілюстратор дитячих книжок.

## Біографія
Народилася в префектурі Хьоґа. В дитинстві захоплювалася книжками, ілюстрованими Хіґашімура Акіко (відома під псевдонімом Хаяші Акіко). Закінчила Токійський університет мистецтв. Під час навчання в університеті працювала акторкою театру. Після року, проведеного у Франції, поступила на роботу в ательє дизайну тканин для кімоно. Взяла участь у конкурсі ілюстрацій дитячих книжок, у якому була відзначена премією. Першу дитячу книжку опублікувала 1998 року під назвою «Riko chan no ouchi» (Дім Рікочан).

## Визнання
- 2004 — премія «Nippon Eho Sho»
- 2006 — Prix Pitchou (Франція)